# Gianni Garko

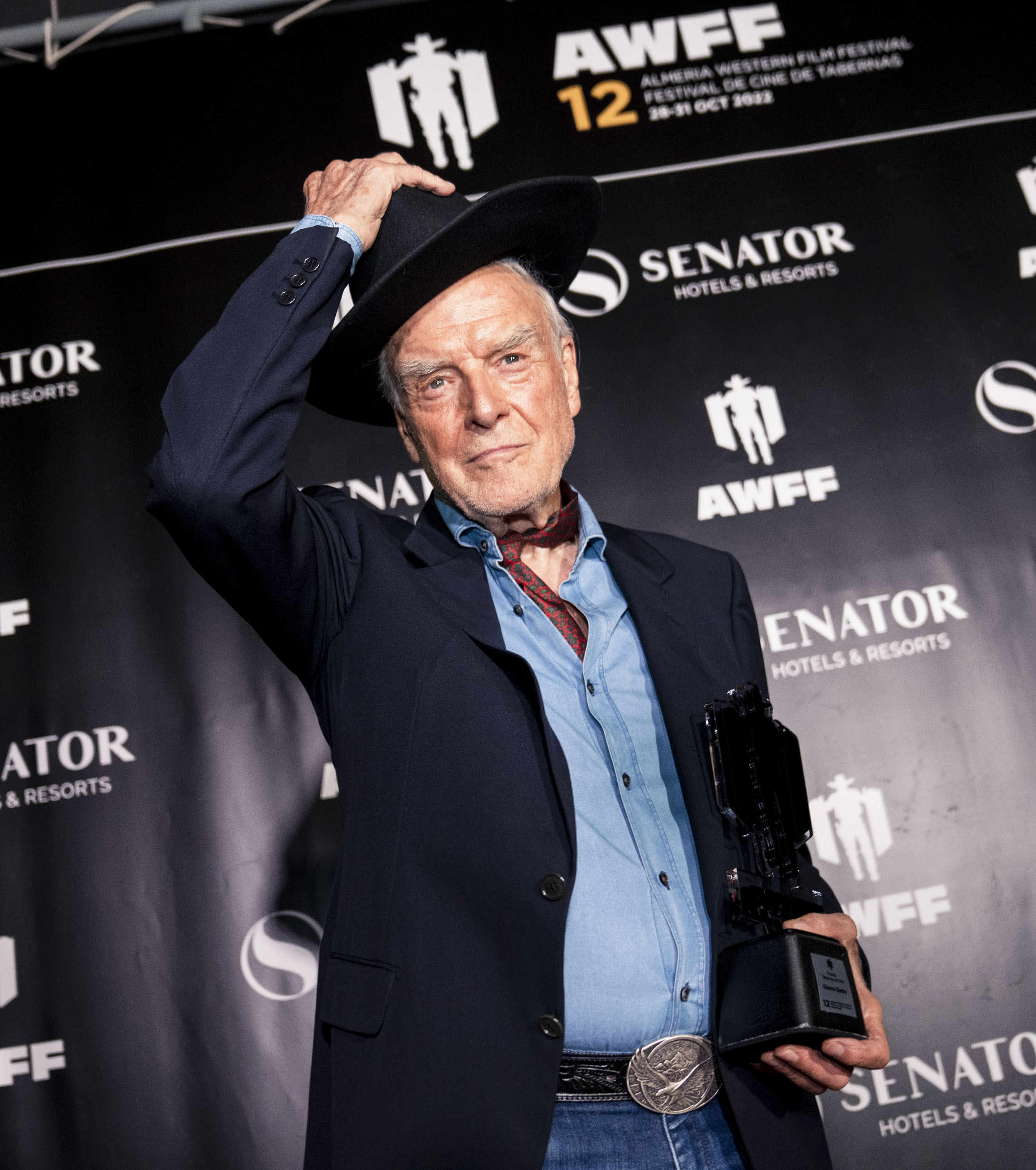
Gianni Garko, 2022

Gianni Garko (* 15. Juli 1935 in Zara; eigentlich Giovanni Garcovich, manchmal John Garko) ist ein italienischer Schauspieler. Er spielte häufig in Italo-Western mit.

## Leben
Garko wurde in der damaltinischen Stadt Zara geboren, als sie zu Italien gehörte, und ging als junger Mann nach Triest, wo er in der Theatergruppe Universe City erste Erfahrungen als Schauspieler sammelte. Während des Besuches der Accademia d’Arte Drammatica in Rom knüpfte er Kontakte zur Filmbranche, die ihm dann ab 1958 zu einer Vielzahl an Rollen, von 1966 bis 1973 vornehmlich in Italo-Western, verhalfen. Garko gelang der Durchbruch mit der Rolle des Sartana im gleichnamigen Film, die er später, mit anderen Attributen versehen, mehrere Male wiederholte und somit dem üblichen Rächer-Image der meisten Italo-Western-Helden eine neue Variante zufügte: Der sich selbst ironisierende, unfehlbare Scharfschütze. Um dieser Typisierung zu entkommen, drehte Garko auch einige Filme unter dem Pseudonym Gary Hudson. Seit dem Ende der Erfolge dieses Filmgenres sah man Garko auch in vielen anderen Genres, immer mehr in Fernsehfilmen und zuletzt (2002) in einer TV-Soap.
Im Theater hatte Garko 1958 neben Lilla Brignone unter Luchino Visconti in Veglia la mia casa, angelo gespielt. Auch seine Fernsehkarriere begann in diesem Jahr, die er vor allem gegen Ende der 1970er und in den 1980er Jahren intensivierte.
Von 1973 bis 1986 war Garko mit der Filmschauspielerin Susanna Martinková verheiratet.

## Filmografie (Auswahl)

### Kino
- 1958: Kanonenserenade (Pezzo, Capopezzo e Capitano – Serenata a un cannone)
- 1959: Und zu leicht befunden (Morte di un amico)
- 1959: Tschau, tschau, Bambina (Ciao, ciao bambina)
- 1960: Kapo (Kapò)
- 1961: Maciste und die Königin der Nacht (Maciste l’uomo più forte del mondo)
- 1961: Eines Abends am Strand (Un soir sur la plage)
- 1961: Raubzüge der Mongolen (I mongoli)
- 1962: Äneas, Held von Troja (Le leggenda di Enea)
- 1962: Lockende Unschuld (La voglia matta)
- 1962: Pontius Pilatus – der Statthalter des Grauens (Ponzio Pilato)
- 1965: Genosse Don Camillo (Il compagno Don Camillo)
- 1966: Sartana (Mille dollari sul nero)
- 1967: Django – der Bastard (Per 100.000 dollari t’ammazzo)
- 1967: 10.000 blutige Dollar (10.000 dollari per un massacro)
- 1968: Giorni di sangue
- 1968: Lucrezia Borgia – Die Tochter des Papstes (Lucrezia Borgia, l’amante del diavolo)
- 1968: Sartana – Bete um Deinen Tod (…se incontri Sartana prega per la tua morte)
- 1968: Schweinehunde beten nicht (I vigliacchi non pregano)
- 1968: Todeskommando Panthersprung (5 per l’inferno)
- 1969: Sartana – Töten war sein täglich Brot (Sono Sartana, il vostro becchino)
- 1969: Von allen Hunden des Krieges gehetzt (La porta del cannone)
- 1970: Ein Bulle sieht rot (Un Condé)
- 1970: Sartana kommt (Una nuvola di polvere… un grido di morte… arriva Sartana)
- 1970: Sartana – noch warm und schon Sand drauf (Buon funerale, amigos… paga Sartana)
- 1970: … und Santana tötet sie alle (Un par de asesinos)
- 1970: Waterloo (Ватерлоо)
- 1971: 1000 Dollar Kopfgeld (Il venditore di morte)
- 1971: Ein Hallelujah für Camposanto (Gli fumavano le colt… lo chiamavano Camposanto!)
- 1971: Matalo (…y seguian robandose el millon de dolares)
- 1972: Fünf Himmelhunde auf dem Weg nach Tobruk (Gli eroi)
- 1972: Ein Halleluja für Spirito Santo (Un uomo avvisato mezzo ammazzato… parola di Spirito Santo)
- 1973: Der Teufel führt Regie (Il boss)
- 1973: Vier Teufelskerle (Campa carogna… la taglia cresce)
- 1977: Drei Schwedinnen in Oberbayern
- 1977: Die sieben schwarzen Noten (Sette note in nero)
- 1977: Freude am Fliegen
- 1978: Star Odyssey (Sette uomini d’oro nello spazio)
- 1978: Summer Night Fever
- 1979: Graf Dracula (beisst jetzt) in Oberbayern
- 1979: Der große Kampf des Syndikats (I contrabbandieri di Santa Lucia)
- 1979: Unheimliche Begegnung in der Tiefe (Encuentro en el abismo, auch Incontri con gli umanoidi)
- 1983: Herkules (Ercole)
- 1983: Amok – Aufruhr in Afrika
- 1984: Monster Shark (Shark: Rosso nell’oceano)
- 1986: Black Tunnel
- 1992: Body Puzzle – Mit blutigen Grüßen (Body Puzzle)
- 2001: Bel Ami - Liebling der Frauen (L’uomo che piaceva alle donne – Bel Ami)
- 2001: Due e mezzo compreso il viaggio (Kurzfilm)
- 2025: Testa o croce?

### Fernsehen
- 1975: Mondbasis Alpha 1 (Space: 1999)
- 1975: Marco Visconti
- 1981: Lapo erzählt (Un eroe del nostro tiempo)
- 1989: Entscheidung für die Liebe (Quattro storie di donne) (Fernseh-Miniserie)
- 1993: Alles Glück dieser Erde
- 1994: Il coraggio di Anna
- 1995: Alta società
- 1996: Mein Baby soll leben (A rischio d’amore)
- 1997: Ich will dich nicht verlieren (Mio padre è innocente)
- 2003: Sospetti 2
- 2005: Sospetti 3
- 2016: Maggie & Bianca Fashion Friends